# チュニック
チュニック（英: tunic、仏: tunique）とは、衣服の名称の一つ。丈が長め（腰から膝ぐらいまで）の上着を指す。

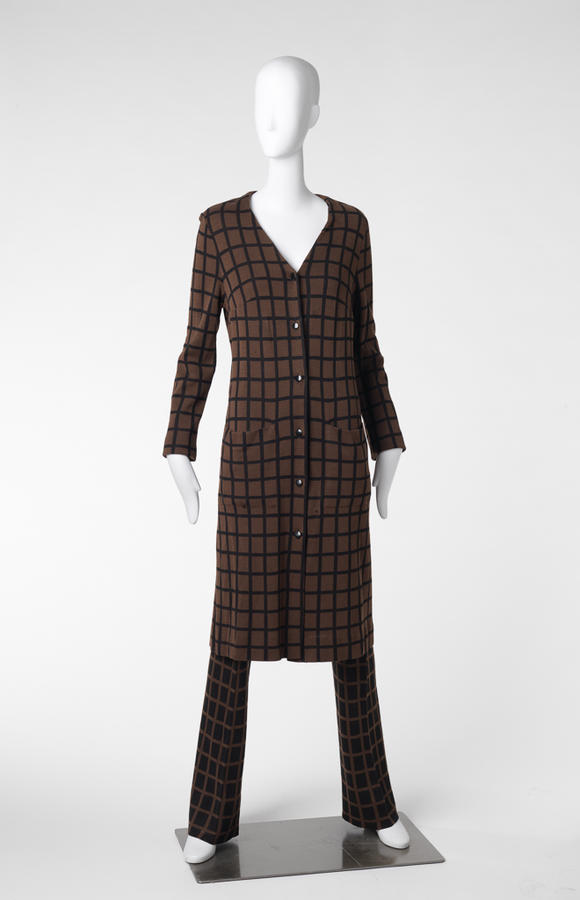
1970 年代初期のマリメッコのニットのチュニック

## チュニックの起源

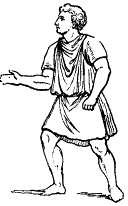
古代ローマのトゥニカ

チュニックの語源は、古代ギリシャ・ローマや中世の東ローマ帝国で用いられていた「トゥニカ」（羅: tunica）であり、これは貫頭衣から発展した筒型衣全般を指す。その長さも地面に達するものから膝丈程度の長いものが主であった。
その後、様々なものがチュニックと呼ばれるようになった。上着であるものもあれば、アンダースカート等の下着もあり、形状は筒状のものもあれば、アンダーバストで切り替えてAラインドレスのように自然に裾を広げるもの、腰の位置で切り替えたり紐で結ぶようにして、裾をスカートのように幅広にするものなど多様であった。この場合でも上半身は比較的緩めのデザインである。

## 軍服

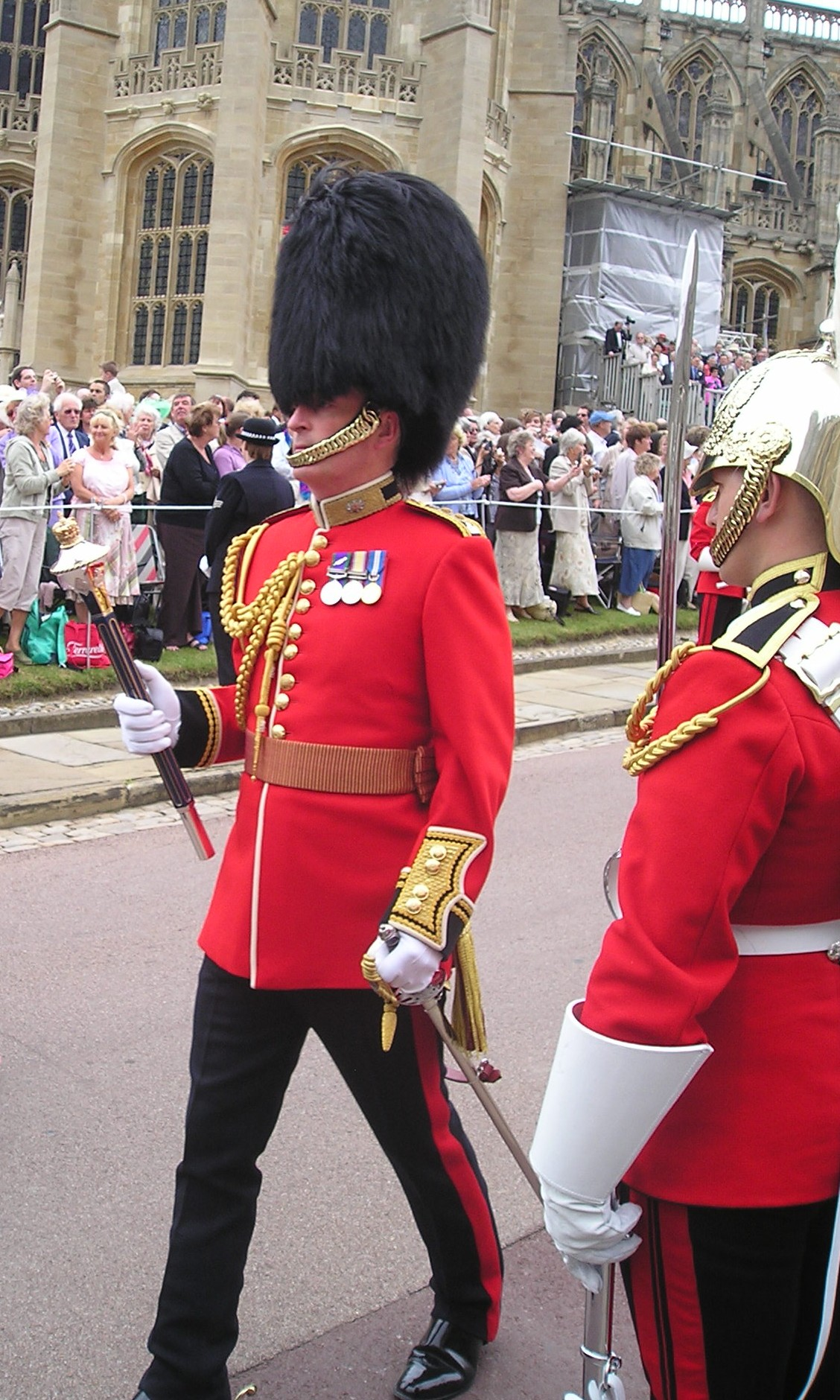
イギリス近衛兵の赤いチュニック

12世紀に出現し13世紀に普及した、チェインメイルなどの甲冑の上に着用する陣羽織をチュニック、もしくはサーコート(Surcoat)という。リンネルやウールなど高価な生地で仕立てられ、首から膝下くらいの丈で袖は無いのが通例であり、騎乗するために腰から下の前後にスリットが入れられた。身分の証である紋章が印してあり、騎士は戦場で敵味方の識別をするためや、官服としてチュニックを纏った。やがてタバード(tabard)と呼ばれる丈の短いものや、袖のあるチュニックも現れたが、15世紀には廃れ始めた。
19世紀中半の欧米では、軍服の上着が従来のテールコート型から燕尾が取り去られ、詰襟で裾がフラットな腰丈の上着（現代日本の学ランの形状）が用いられるようになり、イギリスでもクリミヤ戦争中 から使用されるようになった。これらの上着（独: Waffenrock） も英語圏では「チュニック」と呼ばれるようになり、日本の書籍でもそう表記しているものが見られる。また、転じて現在主流となっている背広型軍服の上着もそう呼ばれている。

## 現代のチュニック

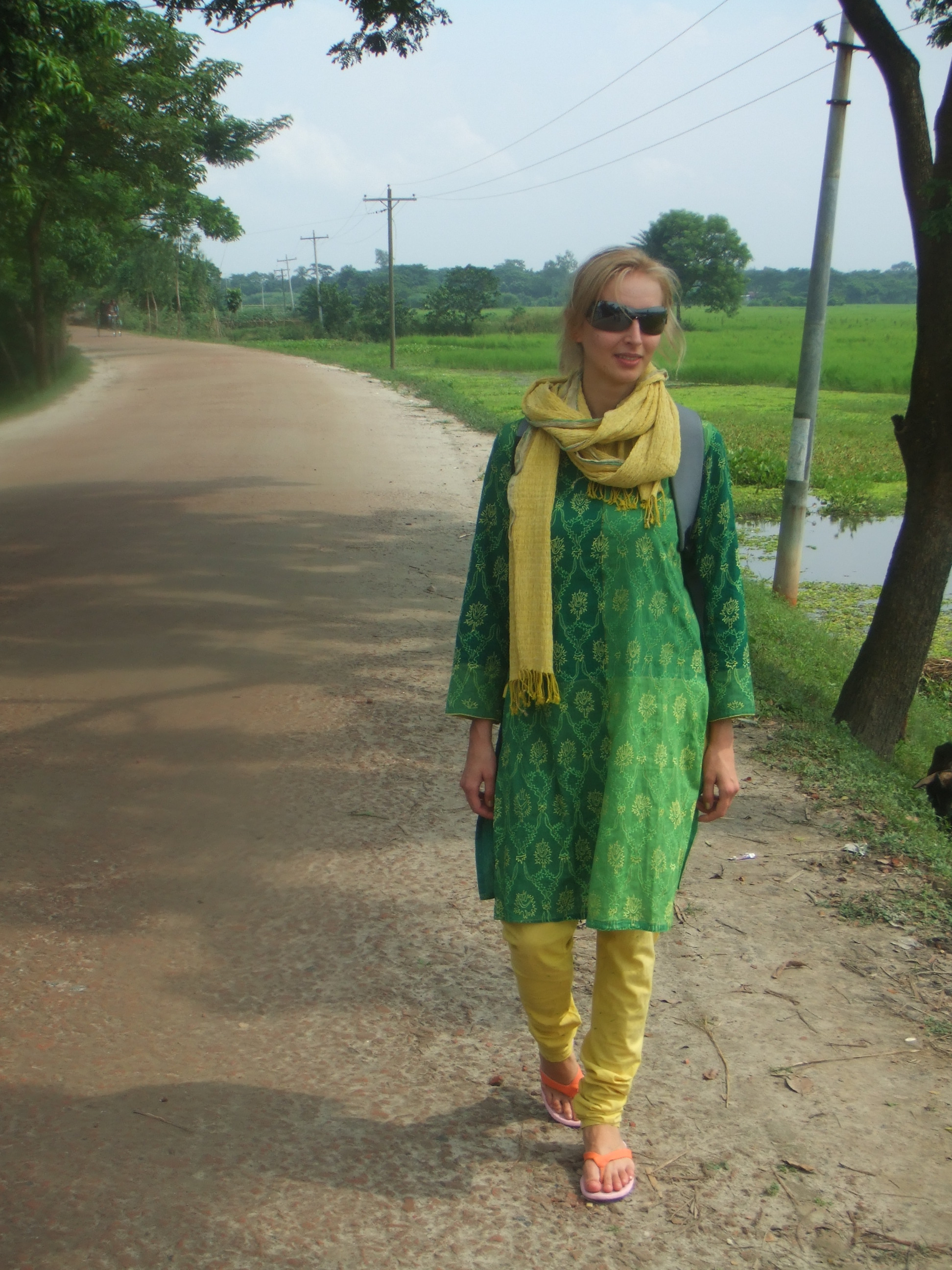
緑色のチュニックと黄色のズボンを重ね着した女性

現代では女性用のカジュアルな上衣にもチュニックと呼ばれるものがあり、日本ではこれらのものを主に指す。丈が腰の位置から膝丈程度のワンピース状の衣服を指すが、チュニックはあくまでトップスであるため、ズボン、レギンス、ショートパンツなどのボトムスと共に着るところでワンピースとは区別される。

### チュニックの利用方法
チュニックは、レギンスなどのボトムスと併用して、マニッシュなスタイルに女性的なニュアンスを加える。また、透け感のあるチュニックを、Tシャツやキャミソールなどの上に着用することで、比較的シンプルなデザインのカットソーに対して、空気感、軽快さ、繊細さなどを加え、着こなしのバリエーションを広げることができる。通常のワンピースとは単に総丈が違うだけではなく、よりカジュアルなシーンで着用されることが多い。また、緩やかな形状ゆえ、マタニティウェアとして用いられることもある。この他、チュニックとズボンの併用は、機能性や保護機能が高いことから、看護・介護などの業務を行う人々（男性を含む）の制服としても利用される。

### チュニックの身生地
チュニックの身生地は、綿、ポリエステル、ナイロン、レーヨン、アクリルなど極めて多岐にわたる。重ね着を前提に、シフォンやダブルガーゼ、パワーネット、ジャカード織、目の粗いパターン編みのニット素材など、透け感の高い生地も利用される。また、素材に質感や変化を与えるため、シャンブレー、楊柳、シワ加工、パッチワーク、刺繍、ラインストーンなどが施されることもある。また、カジュアルさを強調する場合は、裾や胸ヨーク、アンダーバストなどにフリルやリボン、レーステープトリミングなどを施して下着風・ベビードール風にアレンジしたり、カシュクール風に胸元を開ける、裾をイレギュラーに仕上げるなどの処理を行ったりする。

## 参考資料
- ブランシュ・ペイン 著、古賀敬子 訳『ファッションの歴史 : 西洋中世から19世紀まで』八坂書房、2006年10月。ISBN 978-4-89694-880-6。
- 辻元よしふみ、辻元玲子『スーツ=軍服!?―スーツ・ファッションはミリタリー・ファッションの末裔だった!!』彩流社、2008年3月。ISBN 978-4-7791-1305-5。
- 石井理恵子、横山明美『英国男子制服コレクション-British male uniform collection-』新紀元社、2009年8月。ISBN 9784775307403。
- W Y Carman; Richard Simkin; K J Douglas-Morris (1982). Richard Simkin's uniforms of the British Army : the cavalry regiments : from the collection of Captain K.J. Douglas-Morris. Exeter, England: Webb & Bower. ISBN 978-0-906671-13-9
- Pavlovic, Darko (1999). Austrian Army, 1836-66. London: Osprey. ISBN 978-1-85532-801-3
- Michael Barthorp,New Orchard Editions by Poole, Dorset (1982). British infantry uniforms since 1660. New York, N.Y.: Distributed by Sterling Pub. Co.. ISBN 978-1-85079-009-9